# Chitinosiphon kalimeris
Chitinosiphon kalimeris är en insektsart. Chitinosiphon kalimeris ingår i släktet Chitinosiphon och familjen långrörsbladlöss. Inga underarter finns listade i Catalogue of Life.